# Ramazzotti (likeur)

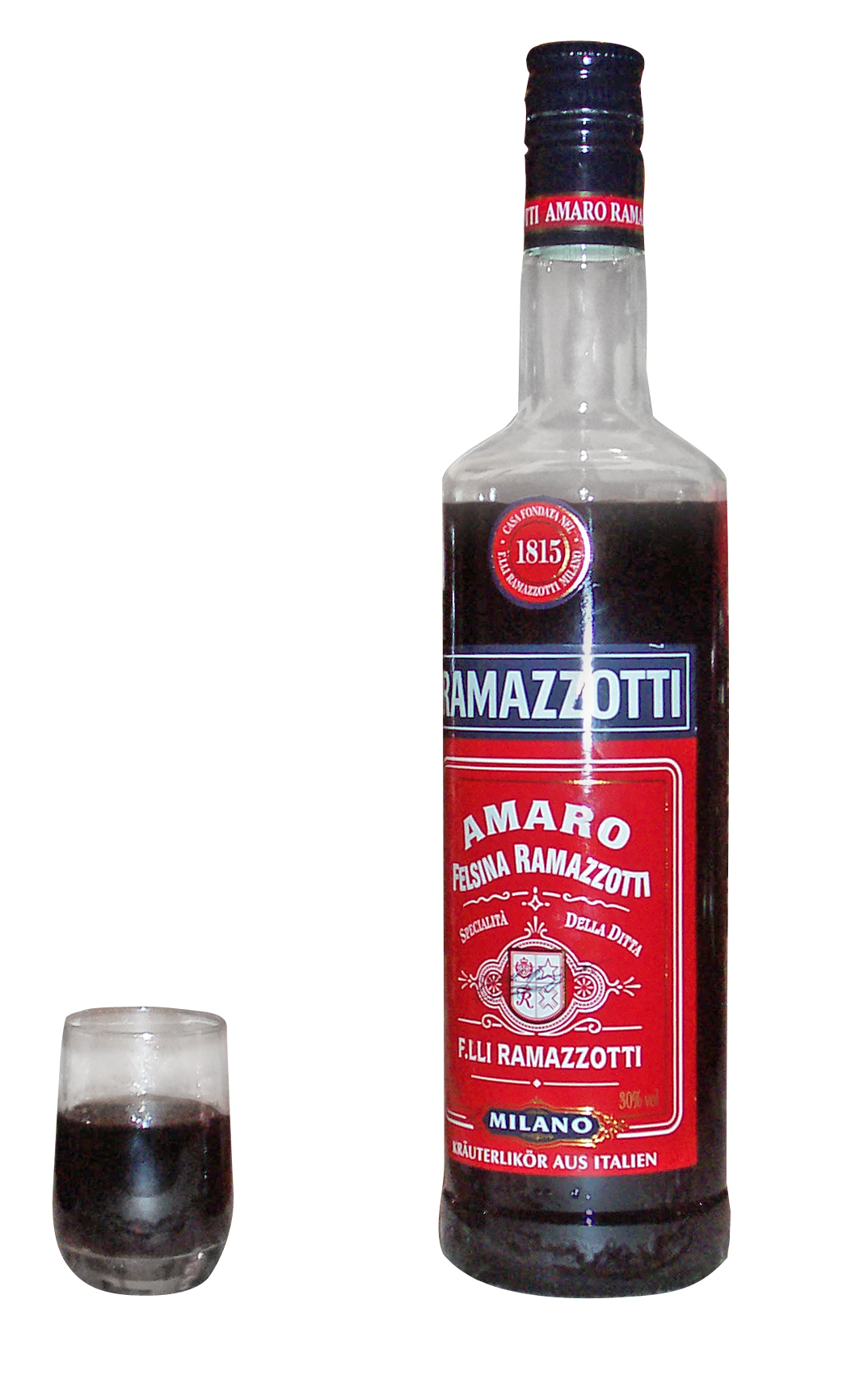
Amaro Ramazzotti

Ramazzotti is een Italiaans merk van likeur. De firma Fratelli Ramazzotti werd opgericht in Milaan in 1815. Tegenwoordig is Ramazzotti een merk van Pernod Ricard.
Ramazzotti produceert volgende likeuren:
- De donkere kruidenbitter Amaro Ramazzotti heeft een alcoholpercentage van 30%. Hij heeft een bitterzoete smaak. Het originele recept werd op punt gesteld door de stichter van de firma, Ausano Ramazzotti. Er zijn 33 ingrediënten voor nodig, waaronder twee verschillende sinaasappelschillen: zoete uit Sicilië en zure van Curaçao. Hij wordt verkocht in een fles van 70 centiliter met een rood etiket met de vermelding "Amaro Felsina Ramazzotti".
- De variant Ramazzotti Menta heeft een muntsmaak en 32% alcohol. Hij wordt verkocht in flessen met een lichtgroen etiket.
- Sambuca Ramazzotti (38°) is een likeur met steranijs-essence. Deze heldere, kleurloze likeur wordt verkocht in flessen van 75 centiliter en 1,14 liter met een wit etiket. Er is ook een Ramazzotti Black-variant, in zwarte flessen met zwart etiket, die 40% alcohol heeft en wat minder suiker.
- In de lente van 2014 lanceerde Ramazzotti een eerste aperitieflikeur, Aperitivo Rosato[1] met aroma van hibiscus en sinaasappelbloesem. Het alcoholpercentage is 15%. Het wordt verkocht in roze flessen van 0,7 of 1 liter.